# Ксьонжениці (Сілезьке воєводство)
Ксьонжениці (пол. Książenice, нім. Knizenitz) — село в Польщі, у гміні Червьонка-Лещини Рибницького повіту Сілезького воєводства.
Населення — 2590 осіб (2011).

## Демографія
Демографічна структура станом на 31 березня 2011 року:
|          | Загалом | Допрацездатний вік | Працездатний вік | Постпрацездатний вік |
| -------- | ------- | ------------------ | ---------------- | -------------------- |
| Чоловіки | 1301    | 260                | 902              | 139                  |
| Жінки    | 1289    | 226                | 786              | 277                  |
| Разом    | 2590    | 486                | 1688             | 416                  |